# Đặng Trọng Thăng
Đặng Trọng Thăng (sinh năm 1960) là một chính khách người Việt Nam. Ông từng là Chủ tịch Ủy ban nhân dân tỉnh Thái Bình, Chủ tịch Hội đồng nhân dân tỉnh Thái Bình. Trong Đảng Cộng sản Việt Nam, ông từng là Phó Bí thư Tỉnh ủy Thái Bình.

## Xuất thân
Đặng Trọng Thăng sinh ngày 10 tháng 8 năm 1960, quê quán xã Đông Xuân, huyện Đông Hưng, tỉnh Thái Bình.

## Giáo dục
Đặng Trọng Thăng có trình độ chuyên môn kỹ sư cơ khí và cao cấp lí luận chính trị Đảng Cộng sản Việt Nam.

## Sự nghiệp
Năm 2009-2010, ông là Chủ tịch Hội đồng nhân dân thành phố Thái Bình, Bí thư Thành ủy thành phố Thái Bình.
Năm 2010, ông là Phó trưởng ban Thường trực Ban Tổ chức Tỉnh ủy Thái Bình.
Năm 2013-2015, ông là Ủy viên Ban Thường vụ Tỉnh ủy, Trưởng Ban Tổ chức Tỉnh ủy Thái Bình.
Ngày 25 tháng 9 năm 2015, tại Đại hội Đảng bộ tỉnh Thái Bình lần thứ 19 nhiệm kỳ 2015-2020, Đặng Trọng Thăng được bầu làm Phó Bí thư Tỉnh ủy Thái Bình nhiệm kỳ 2015-2020 dưới quyền bí thư Phạm Văn Sinh.
Ngày 31 tháng 12 năm 2015, tại phiên họp thứ hai kỳ họp lần thứ 11 Hội đồng nhân dân tỉnh Thái Bình khóa 15 nhiệm kỳ 2011-2016, các đại biểu đã tiến hành miễn nhiệm chức danh Chủ tịch Hội đồng nhân dân tỉnh Thái Bình nhiệm kỳ 2011-2016 đối với ông Phạm Văn Sinh theo nguyện vọng cá nhân và bầu ông Đặng Trọng Thăng, Phó Bí thư Thường trực Tỉnh ủy làm tân Chủ tịch Hội đồng nhân dân tỉnh Thái Bình nhiệm kì 2011-2016.
Ngày 24 tháng 6 năm 2016, Hội đồng nhân dân tỉnh Thái Bình khóa 16 nhiệm kỳ 2016-2021 kỳ họp thứ nhất đã bầu ông tiếp tục giữ chức vụ Chủ tịch Hội đồng nhân dân tỉnh Thái Bình nhiệm kỳ 2016-2021.
Ngày 30 tháng 7 năm 2018, Hội đồng nhân dân tỉnh Thái Bình họp phiên bất thường đã bầu ông giữ chức vụ Chủ tịch Ủy ban nhân dân tỉnh Thái Bình nhiệm kỳ 2016-2021.
Ngày 10 tháng 11 năm 2020, HĐND tỉnh Thái Bình khóa XVI nhiệm kỳ 2016-2021 tổ chức kỳ họp đột xuất. Các đại biểu đã miễn nhiệm chức vụ Chủ tịch UBND tỉnh đối với ông Đặng Trọng Thăng do nghỉ hưu. Ông Nguyễn Khắc Thận, Phó Bí thư Tỉnh ủy, Phó Chủ tịch thường trực UBND tỉnh được bầu giữ chức vụ Chủ tịch UBND tỉnh Thái Bình khóa XVI, nhiệm kỳ 2016-2021.